# 辛布亚岛猪笼草
辛布亚岛猪笼草（学名：Nepenthes sibuyanensis）是菲律宾辛布亚岛特有的热带食虫植物。

## 植物学史

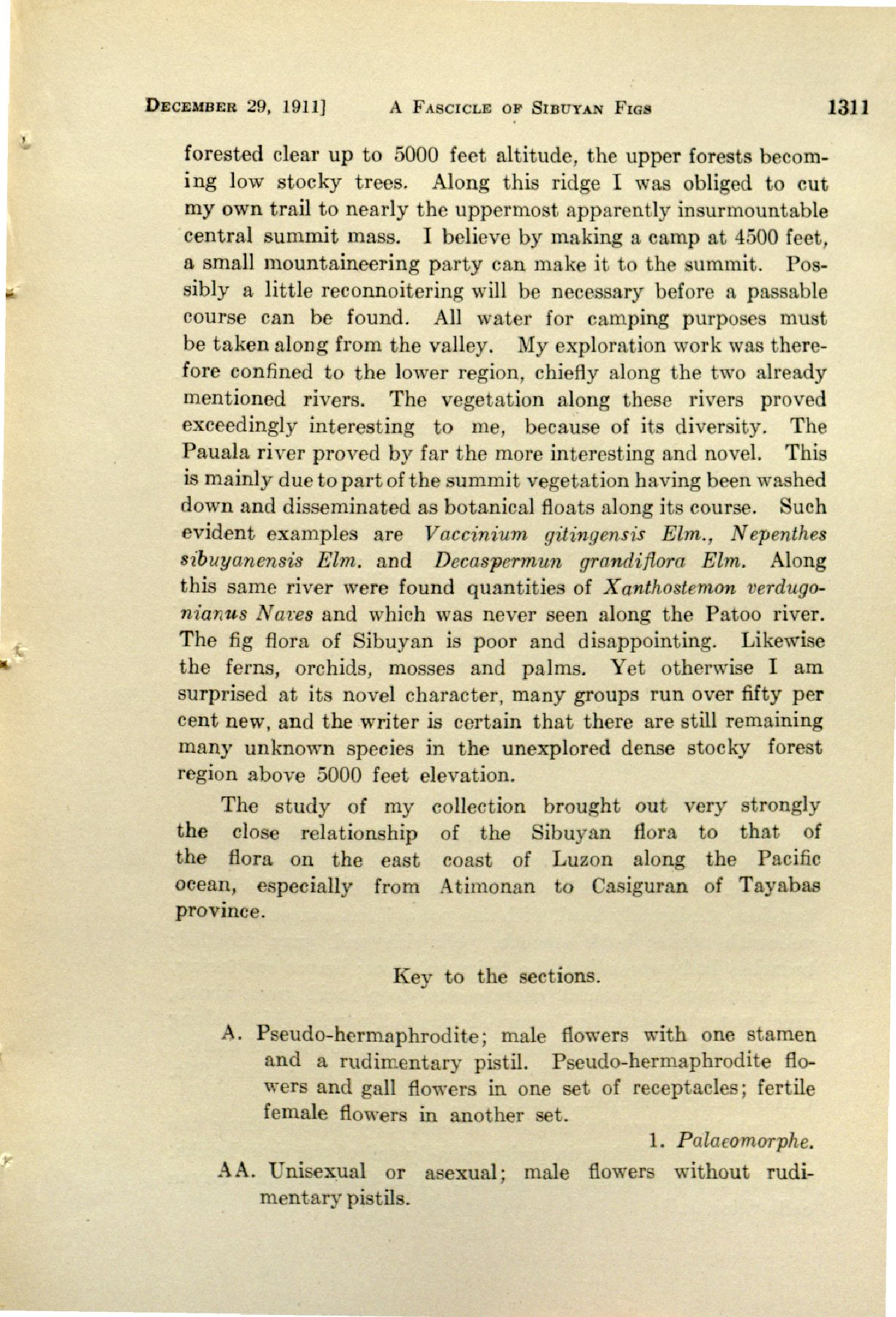
1911年的一期《菲律宾植物学小册》提到了辛布亚岛猪笼草

1996年9月，辛布亚岛猪笼草首次发现于一次对菲律宾的考察中。该考察队的成员包括，托马斯·艾特（Thomas Alt）、菲尔·曼恩（Phill Mann）、特伦特·史密斯（Trent Smith）和阿尔弗雷德·欧姆（Alfred Öhm）。1998年，约阿希姆·那兹在《食虫植物通讯》上正式描述了辛布亚岛猪笼草。
1996年10月5日，菲尔·曼恩在贵亭山海拔1300米处采集到了辛布亚岛猪笼草的模式标本，编号为“sheet 051001”。该植株生长于一个杂草丛生且长满双扇蕨属（Dipteris）蕨类的开阔斜坡上。该标本包含一个捕虫笼。菲尔·曼恩和特伦特·史密斯还在同一天同一海拔采集了另三份标本。其中“sheet 051002”号标本不含捕虫笼，“sheet 051003”号标本包含果序，“sheet 051004”号标本包含雄性花序。这四个标本都保存在荷兰国家植物标本馆中。
最初根据实地考察认为，辛布亚岛猪笼草不会产生真正的上位笼，其下位笼专门生长于苔藓中。描述作者仅发现了一个生长于阳光下的捕虫笼。但人工栽培及随后的实地考察推翻了这一假设。
“Nepenthes sibuyanensis”的使用大大早于对辛布亚岛猪笼草的正式描述。“Nepenthes sibuyanensis Elm.”最早出现于1911年12月29日的一期《菲律宾植物学小册》（Leaflets of Philippine Botany）里阿道夫·丹尼尔·爱德华·埃尔默关于辛布亚岛榕属植物的文章中。他写道这种猪笼草存在于贵亭山的部分山顶植被区内。

## 形态特征

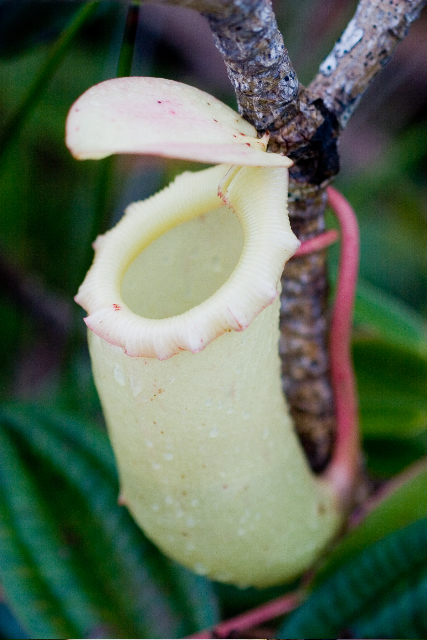
辛布亚岛猪笼草的上位笼

辛布亚岛猪笼草不善于攀爬。茎呈圆柱形，可长达1.5米，直径可达8毫米，节间距可达1.5厘米。
辛布亚岛猪笼草的叶片革质，呈线形－披针形至略呈匙形，可长达18厘米，宽至5厘米。叶尖急尖，叶基渐狭。其可下延至节间距的三分之二。中脉两侧各有5至6条纵脉。笼蔓通常是笼子高度的1至2倍，靠近捕虫笼处直径约9毫米。
辛布亚岛猪笼草的下位笼呈卵形至漏斗形，可高达26厘米，宽至15厘米。捕虫笼腹部有一对不宽于3毫米的笼翼。笼口呈椭圆形，水平。唇为圆柱形，宽约20毫米，具短唇颈。唇肋高约1毫米，间距约为2毫米。唇齿可长达4毫米。唇内缘部分约占截面表面总长度的54%。整个捕虫笼的内表面都覆盖着蜜腺。无蜡质区。蜜腺的直径可达0.8毫米，每平方厘米有200至500个。笼盖呈卵形－心形，可长达8厘米，宽至6.5厘米。笼盖末端为圆形，无附属物。笼盖下表面的中部具大量卵形蜜腺，直径不大于1毫米。
上位笼很少出现，且较小，颜色比下位笼浅。
辛布亚岛猪笼草的花序为总状花序。雄性花序的总花梗最少长18厘米，花序轴可长达15厘米。每个花梗带一朵花，长约14毫米，通常无苞片。花被片为长圆形、钝，长约3毫米。雄蕊柄含花药在内长约5毫米。果荚可长达22毫米，宽至4毫米，披针形。种子可长达8毫米，丝状，并且其缺少典型猪笼草物种种子的纸质末端。
辛布亚岛猪笼草的花序披被这一层非常密集的星状绒毛。雄蕊覆盖着短毛。其他营养组织几乎无毛。
辛布亚岛猪笼草的叶片呈黄色至深绿色，中脉呈浅绿色。茎和叶边缘可能带有红色的斑点。下位笼呈黄色至红色，唇下常常具红色斑点，其直径不超过10毫米。下位笼的唇颜色较深，呈深红色至黑色。盖子呈黄色至橙色。上位笼颜色较浅，通通体白色。干燥标本呈浅棕色至红色。

## 生态关系
辛布亚岛猪笼草是菲律宾辛布亚岛特有的热带食虫植物。关于辛布亚岛猪笼草的海拔分布范围存在着很大的争议：弗拉斯迪克·雷布卡（Vlastik Rybka）、罗曼娜·里布科娃（Romana Rybková）和罗伯特·坎特利给出的海拔范围为1200米至1800米，而斯图尔特·麦克弗森给出的海拔范围较窄，分别为1500米至1800米及1250米至1500米。据弗拉斯迪克·雷布卡、罗曼娜·里布科娃和罗伯特·坎特利所述，辛布亚岛猪笼草与阿金特猪笼草（N. argentii）同域分布于海拔1600米至1770米处。与之相似的翼状猪笼草（N. alata）生长在贵亭山海拔800米至1000米的低地地区。该翼状猪笼草类群被阿道夫·丹尼尔·爱德华·埃尔默描述为细花猪笼草（N. graciliflora）。此外，该地区还存在着特有的半边莲属植物（Lobelia proctorii）和杜鵑花屬植物（Rhododendron rousei）。尚未发现辛布亚岛猪笼草的自然杂交种，但其很可能与阿根猪笼草之间存在杂交种。
辛布亚岛猪笼草多生长于植被以野草、小灌木及双扇蕨（Dipteris conjugata）为主的开阔斜坡上。其捕虫笼常嵌入基质中，极少暴露于阳光下。由于辛布亚岛猪笼草的原生地开阔、孤立，所以其种子的形态发生了变化。其无翼种子可以防止强风将从适宜生长的地方吹走。
由于辛布亚岛猪笼草分布局限，其已被列入《2006年世界自然保护联盟濒危物种红色名录》中，保护状况为濒危。勘探及采矿活动正日益威胁着贵亭山及其国家公园。

## 相关物种
辛布亚岛猪笼草属于B·H·丹瑟分出的卓越分支，其中还包括与辛布亚岛猪笼草近缘的伯克猪笼草（N. burkei）、美林猪笼草（N. merrilliana）和葫芦猪笼草（N. ventricosa），及产自新几内亚的卓越猪笼草（N. insignis）。辛布亚岛猪笼草的形态特征及地理分布表现为美林猪笼草和葫芦猪笼草的中间型。
辛布亚岛猪笼草的捕虫笼与伯克猪笼草和葫芦猪笼草存在差别；辛布亚岛猪笼草的捕虫笼呈卵形或略呈漏斗形，而葫芦猪笼草的捕虫笼中部收缩。此外，伯克猪笼草和葫芦猪笼草的捕虫笼都相对较小，高度很少超过20厘米。
美林猪笼草是卓越分支中捕虫笼尺寸最大的，其与辛布亚岛猪笼草的区别在于，美林猪笼草的花梗带两朵花，且其笼翼较发达。
辛布亚岛猪笼草与卓越猪笼草的区别在于，前者的花梗只带一朵花，而后者带两朵。辛布亚岛猪笼草的笼口几乎水平，而后者倾斜。前者具短唇颈，而后者无唇颈。前者唇齿较长，可长达5毫米，后者的较短，仅可长达1毫米。

## 扩展阅读
- 美国种质资源信息网络中辛布亚岛猪笼草的信息
- 食虫植物照片搜寻引擎中辛布亚岛猪笼草的照片 （页面存档备份，存于）

 维基共享资源上的相關多媒體資源：辛布亚岛猪笼草
 維基物種上的相關：辛布亚岛猪笼草